# أوستن باورز (شخصية)
أوستن باورز (بالإنجليزية: Austin Powers)‏ هو شخصية خيالية من سلسلة أفلام أوستن باورز. من ابتكار وتأدية الممثل الكندي مايك مايرز وهو بطل الرواية في فيلم أوستن باورز: رجل الغموض الدولي (1997)، أوستن باورز: الجاسوس الذي غيرني (1999) وأوستن باورز في غولدميمبر (2002). وهو جاسوس بريطاني وخصمه دكتور إيفل والذان تم تجميدهما. تتبع السلسلة محاولاته للتكيف مع العالم الحديث واستمراره في محاولة إنقاذ هذا العالم من الإرهاب.

## روابط خارجية
- أوستن باورز على موقع ميوزك برينز (الإنجليزية)